# Discografie van De Jeugd van Tegenwoordig
Hieronder volgt de discografie van de Nederlandse rapformatie De Jeugd van Tegenwoordig, met name hun albums, hun nummers met een notering in een hitlijst, hun videoclips en hun Top 2000-noteringen. 

## Albums
| Album                               | Verschijnen       | Label                       | Hitlijsten | Hitlijsten | Hitlijsten | Hitlijsten | Opmerkingen                        |
| Album                               | Verschijnen       | Label                       | BE (VL)    | BE (VL)    | NL         | NL         | Opmerkingen                        |
| Album                               | Verschijnen       | Label                       | Piek       | Weken      | Piek       | Weken      | Opmerkingen                        |
| ----------------------------------- | ----------------- | --------------------------- | ---------- | ---------- | ---------- | ---------- | ---------------------------------- |
| Parels voor de zwijnen              | 7 oktober 2005    | Top Notch / Magnetron Music | —          | —          | 58         | 5          | Studioalbum / Goud in Nederland    |
| De Machine                          | 25 april 2008     | Top Notch / Magnetron Music | 32         | 26         | 11         | 27         | Studioalbum / Goud in Nederland    |
| De lachende derde                   | 26 november 2010  | Top Notch / Magnetron Music | 24         | 17         | 6          | 43         | Studioalbum / Platina in Nederland |
| “Ja, Natúúrlijk!”                   | 27 september 2013 | Top Notch / Magnetron Music | 14         | 15         | 2          | 22         | Studioalbum / Goud in Nederland    |
| X - Viering van het super decennium | 12 juni 2015      | Magnetron Music / Universal | 110        | 7          | 33         | 5          | Boxset                             |
| Manon                               | 23 oktober 2015   | Top Notch / Magnetron Music | 6          | 26         | 3          | 25         | Studioalbum                        |
| Luek                                | 16 februari 2018  | Top Notch                   | 22         | 11         | 2          | 16         | Studioalbum                        |
| Anders (Different)                  | 9 november 2018   | Top Notch                   | 90         | 3          | 13         | 3          | Studioalbum                        |
| Moderne manieren                    | 11 augustus 2023  | Eigen beheer                | 10         | 3          | 1 (2 wkn)  | 8          | Studioalbum                        |

## Nummers met notering(en) in een hitlijst
| Lied                                         | Verschijnen      | Album                      | Hitlijsten | Hitlijsten | Hitlijsten  | Hitlijsten  | Hitlijsten   | Hitlijsten   | Opmerkingen                                                         |
| Lied                                         | Verschijnen      | Album                      | BE (VL)    | BE (VL)    | NL (Top 40) | NL (Top 40) | NL (Top 100) | NL (Top 100) | Opmerkingen                                                         |
| Lied                                         | Verschijnen      | Album                      | Piek       | Weken      | Piek        | Weken       | Piek         | Weken        | Opmerkingen                                                         |
| -------------------------------------------- | ---------------- | -------------------------- | ---------- | ---------- | ----------- | ----------- | ------------ | ------------ | ------------------------------------------------------------------- |
| Watskeburt?!                                 | 16 mei 2005      | Parels voor de zwijnen     | 15         | 16         | 1 (3 wkn)   | 15          | 1 (3 wkn)    | 20           | Platina in Nederland                                                |
| Voorjekijkendoorlopen                        | september 2005   | Parels voor de zwijnen     | —          | —          | tip5        | —           | 40           | 5            |                                                                     |
| Ho ho ho (met Katja Schuurman)               | 12 december 2005 | —                          | tip14      | —          | 32          | 2           | 25           | 6            |                                                                     |
| Poes in de Playboy (met Luie Hond)           | 21 juli 2006     | Met liefde (van Luie Hond) | —          | —          | tip3        | —           | 41           | 6            |                                                                     |
| Shenkie                                      | 30 april 2007    | —                          | —          | —          | —           | —           | 43           | 9            |                                                                     |
| Hollereer                                    | 4 april 2008     | De Machine                 | 36         | 3          | tip2        | —           | 11           | 8            | Goud in Nederland                                                   |
| Buma in me zak                               | 14 januari 2009  | De Machine                 | tip21      | —          | tip6        | —           | —            | —            |                                                                     |
| Deze donkere jongen komt zo hard             | juni 2009        | De Machine                 | 35         | 10         | —           | —           | —            | —            |                                                                     |
| Sterrenstof                                  | 5 november 2010  | De lachende derde          | 29         | 9          | 8           | 10          | 7            | 55           | 3FM Megahit / Dubbelplatina in Nederland                            |
| Elektrotechnique                             | 31 januari 2011  | De lachende derde          | tip13      | —          | tip6        | —           | —            | —            |                                                                     |
| Get Spanish                                  | 21 mei 2011      | De lachende derde          | 23         | 12         | 13          | 10          | 18           | 15           | Platina in Nederland                                                |
| The big smurfout                             | 14 juli 2011     | Wij willen smurfen         | —          | —          | tip8        | —           | 70           | 5            |                                                                     |
| De formule                                   | 7 juni 2013      | “Ja, Natúúrlijk!”          | tip3       | —          | 36          | 3           | 15           | 7            | Platina in Nederland                                                |
| Een barkie                                   | 19 augustus 2013 | “Ja, Natúúrlijk!”          | tip7       | —          | 36          | 2           | 53           | 6            | Goud in Nederland                                                   |
| Het mysterie van de koude schouder           | 27 januari 2014  | “Ja, Natúúrlijk!”          | tip59      | —          | tip19       | —           | —            | —            |                                                                     |
| Er zijn weer dingen                          | 25 april 2014    | “Ja, Natúúrlijk!”          | tip80      | —          | —           | —           | —            | —            |                                                                     |
| Slecht gaan (met Magnus)                     | 15 december 2014 | —                          | tip19      | —          | —           | —           | —            | —            |                                                                     |
| Manon                                        | 5 september 2015 | Manon                      | 29         | 10         | tip11       | —           | 60           | 3            | Goud in Nederland                                                   |
| Ik was een klootzak                          | 14 maart 2016    | Manon                      | tip        | —          | —           | —           | 100          | 1            |                                                                     |
| Pikante (met Henk Poort)                     | 2 december 2016  | —                          | tip        | —          | —           | —           | —            | —            |                                                                     |
| Gemist                                       | 28 november 2017 | Luek                       | tip        | —          | —           | —           | —            | —            |                                                                     |
| Makkelijk (voor ons)                         | 2 februari 2018  | Luek                       | tip        | —          | —           | —           | —            | —            |                                                                     |
| Luek                                         | 16 maart 2018    | Luek                       | tip16      | —          | —           | —           | —            | —            |                                                                     |
| Glasbak                                      | 18 mei 2018      | —                          | tip        | —          | —           | —           | —            | —            |                                                                     |
| Ik kwam haar tegen in de moshpit             | 2 november 2018  | Anders (Different)         | tip        | —          | —           | —           | —            | —            |                                                                     |
| Let The Tits Out                             | 9 november 2018  | Anders (Different)         | tip7       | —          | —           | —           | —            | —            |                                                                     |
| Naar de maan (met Maan)                      | 1 juli 2022      | Leven (van Maan)           | —          | —          | 9           | 9           | 19           | 14           | Alarmschijf, 538 Favourite, NPO Radio 2 TopSong / Goud in Nederland |
| Ze is pas net begonnen (leerstage/werkstage) | 5 mei 2023       | Moderne manieren           | —          | —          | tip18       | —           | —            | —            |                                                                     |

## Clips
Parels voor de zwijnen
- Watskeburt?! - 2005
- Voorjekijkendoorlopen - 2005
- De stofzuiger - 2006
- Voor jou - 2007
- Nog lang niet - 2007

De Machine
- Hollereer - 2008
- Wopwopwop (De Tentbakkers) - 2008
- Datvindjeleukhè - 2008
- Buma in me zak - 2009
- Deze donkere jongen komt zo hard - 2009
- Applaus - 2009
- Bertje vs Yayo - 2009

De lachende derde
- Sterrenstof - 2010
- Huilend naar de club - 2010
- Elektrotechnique - 2010
- Get Spanish - 2010
- Pappa is thuis - 2010

“Ja, Natúúrlijk!”
- De formule - 2013
- Een barkie - 2013
- Op een sexuele wijze - 2013
- Er zijn weer dingen - 2013
- De toneelacademie - 2014

Manon
- Manon - 2015
- Zakmuitdeheup, BPM69, Lente in bed (3-in-1 videoclip) - 2015

Luek
- Gemist - 2017
- Makkelijk (voor ons) - 2018
- Torpedo - 2018

Anders (Different)
- Ik kwam haar tegen in de moshpit - 2018
- Let the tits out - 2018

Moderne manieren
- Ze is pas net begonnen (Leerstage/Werkstage) - 2023
- Goed nieuws (met Goldband) - 2023
- Dat Mag Niet - 2023

Overige
- Ho ho ho (met Katja Schuurman) - 2005
- Poes in de Playboy (met Luie Hond) - 2006
- Shenkie - 2007
- Glasbak - 2018
- Naar de maan (met Maan) - 2022

## NPO Radio 2 Top 2000
| Nummers met noteringen in de NPO Radio 2 Top 2000 | '14 | '15  | '16  | '17  | '18  | '19  | '20  | '21  | '22  | '23 | '24 |
| ------------------------------------------------- | --- | ---- | ---- | ---- | ---- | ---- | ---- | ---- | ---- | --- | --- |
| Hollereer                                         | -   | -    | -    | -    | 1570 | 1766 | -    | -    | -    | -   | -   |
| Sterrenstof                                       | 762 | 387  | 287  | 258  | 145  | 164  | 168  | 149  | 160  | 149 | 142 |
| Watskeburt?!                                      | -   | 1481 | 1002 | 1112 | 867  | 1096 | 1185 | 1167 | 1244 | 926 | 808 |

1. ↑  Een '-' betekent dat het nummer niet was genoteerd en een vetgedrukt getal geeft de hoogste notering van een nummer aan.
2. ↑  2014 was het eerste jaar met een notering voor De Jeugd van Tegenwoordig.